# Велосипед Льва Толстого

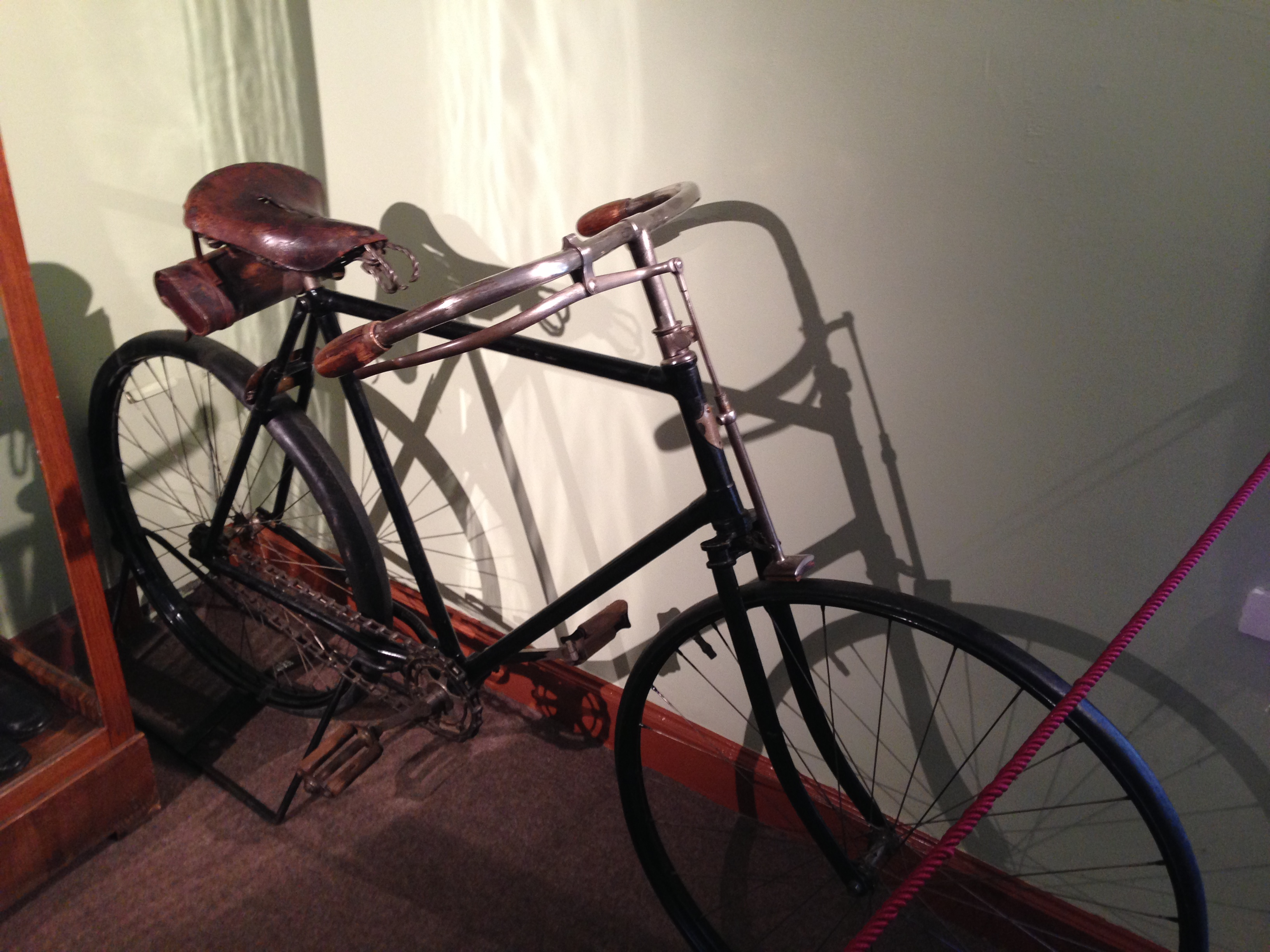
Экспонат рабочей комнаты Музея-усадьбы Льва Толстого в Хамовниках

Велосипед Льва Толстого — велосипед британской фирмы The Rover J. K. Starley & Co. Ltd, принадлежавший русскому писателю Льву Николаевичу Толстому. В 1895 году он научился ездить и несколько лет занимался поездками на велосипедах, после чего охладел к этому занятию. Сведения об этом увлечении содержатся в дневниковых записях, сообщениях средств массовой информации, воспоминаниях современников и последующих исследованиях. С 1921 года экспонат находится в рабочей комнате в бывшем доме писателя в московском Музее-усадьбе в Хамовниках.

## История

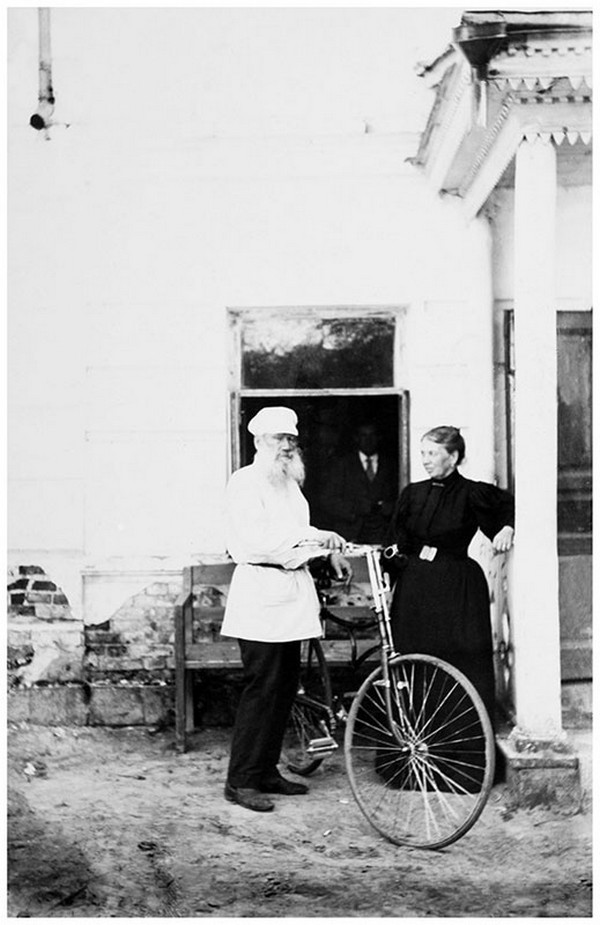
Лев и Софья Толстая, 1895

Лев Толстой в преклонном возрасте не оставлял занятий спортом и физических упражнений: среди прочего, играл в теннис и городки, катался на коньках, часами мог скакать верхом на лошадях (см. Фру-Фру), ходил пешком за много километров. С интересом узнав о распространении велосипедов в России, решил овладеть новым транспортным средством: на этот момент ему было около 67 лет. Известно, что в первой половине 1890-х годов его дочери уже умели ездить. Писатель стал пытаться овладеть велосипедной ездой в конце марта 1895 года. Об этом известно из дневниковой записи композитора Сергея Танеева. Несколько позже, в апреле 1895 года, Толстой получил уроки в московском Манеже при помощи вахтёра Самойлова, где в особо отведённые часы разрешалось кататься на модном колёсном средстве. Об обстоятельствах обучения велосипедной езде известно из нескольких источников. Так, репортёр санкт-петербургского издания «Велосипедный спорт» находился 18 апреля в манеже на первом уроке и отметил, что автор романа «Война и мир» уже через час свободно ездил. Также об уроках сообщалось в серии редакционных статей 1895 года «Граф Л. Н. Толстой и его первые уроки езды на велосипеде» неустановленного автора (журнал «Циклист» № 16, 21, 22, 24, 26, 29).
С самого начала наблюдатели в манеже пришли к выводу, что Толстой быстро овладеет искусством езды. Довольный своими результатами, 25 апреля он записал в дневнике: «Очень странно, зачем меня тянет делать это. Евгений Иванович [Попов — толстовец] отговаривал меня и огорчался, что я езжу, а мне не совестно. Напротив, чувствую, что мне всё равно, что думают, да и просто безгрешно, ребячески веселит». 25 апреля он опять пришёл в манеж, где ему опять некоторое время помогал Самойлов, но после второго круга граф по одобряющим выкрикам зрителей понял, что едет самостоятельно, но не растерялся, как некоторые новички, а уверенно продолжил езду. 26 апреля он кратко отметил это событие в дневнике, а через несколько дней уже уверенно ездил на велосипеде.
Окружающие отмечали, что Лев Николаевич старался ездить в манеже один, но раз за разом сталкивался с одной полной дамой, также бравшей уроки. Про этот случай он рассказывал своей старшей дочери Татьяне Львовне. По его мнению, это было вызвано особенностями его характера, так как если ему видится какое-либо препятствие, то оно его неизменно притягивает. «Это особенно относится к толстой даме, которая, как и я, учится ездить на велосипеде. У неё шляпа с перьями, и стоит мне взглянуть, как они колышутся, я чувствую, — мой велосипед неотвратимо направляется к ней. Дама издаёт пронзительные крики и пытается от меня удрать, но — тщетно. Если я не успеваю соскочить с велосипеда, я неизбежно на неё налетаю и опрокидываю её. Со мной это случалось уже несколько раз», — говорил он дочери. Про этот казус он поведал в «Послесловии к рассказу Чехова „Душечка“» (1905), в котором одобрительно отзывался о поведении главной героини Оленьки Племянниковой, очевидно порицаемой автором за её стремление угодить мужчинам, которыми была увлечена. В конце очерка Толстой отметил, что всячески старался избежать встречи с полной женщиной, но наоборот бессознательно направлял на неё «усиленное внимание», что и приводило к столкновениям. Из этого писатель, применительно к анализируемому рассказу, сделал следующий вывод: «То же самое, только обратное, случилось с Чеховым: он хотел свалить Душечку и обратил на неё усиленное внимание поэта и вознёс её».
В марте 1895 года (по другим источникам несколько позже) Толстой приобрёл за 210 рублей велосипед фирмы «Старлей» № 97011, но примерно в это же время Московское общество любителей велосипедной езды подарило ему такую же модель. Поэтому, по просьбе торгового дома, он вернул покупку обратно. Велосипед Толстого признавался лучшей моделью 1895 года. Это была продукция The Rover J. K. Starley & Co. Ltd, британской компании, основанной в 1877 году Джоном Старли и Уильямом Саттоном. Они приступили к созданию более безопасных и лёгких в использовании велосипедов, так как в их время существовали только велосипеды типа «пенни-фартинг». В отличие от них их продукция, близкая по своим конструктивным особенностям к современным велосипедам, обладала цепной передачей на заднее колесо, одинаковыми по размеру колёсами, а водитель сидел между ними. Данная конструкция делала велосипед более устойчивым, чем предыдущие модели.
Некоторое время увлечение Толстого препятствовало литературной деятельности и вызывало не только недоумение близких, но и беспокойство за его жизнь, а также осуждение (по религиозным причинам). Известно, что наибольшее количество времени он посвящал велосипеду весной-осенью 1895 года, а с мая уже катался на улицах Москвы. 4 мая Толстой записал в дневнике: «Ничего не работаю. Велосипед». Писательница Л. И. Микулич-Веселитская вспоминала про события мая 1895 года, что писатель перед воротами своего дома «лихо летал и с увлечением предавался новому спорту». В середине мая того же года Лев Николаевич писал в дневнике: «Ночью спал всего 4 часа. Вчера устал на велосипеде. Ездил с(о) Страховым. Проходит и велосипедное увлечение». Но в конце мая в гостях у своих друзей Олсуфьевых в Никольском опять скакал на лошади, катался на велосипеде. Велосипедной езде он предавался также в имении Ясная Поляна, причём в любую погоду. В дневниковых записях от 4 июля, 29 сентября, 9 октября 1895 года содержится информация о его утомительных поездках в Тулу. Один их очевидцев вспоминал, что в Ясной Поляне писатель располагал велосипедом старой модели: «довольно тяжёлый и неуклюжий», но при этом никто не мог его уговорить воспользоваться одним из трёх новеньких велосипедов, имевшихся в усадьбе.

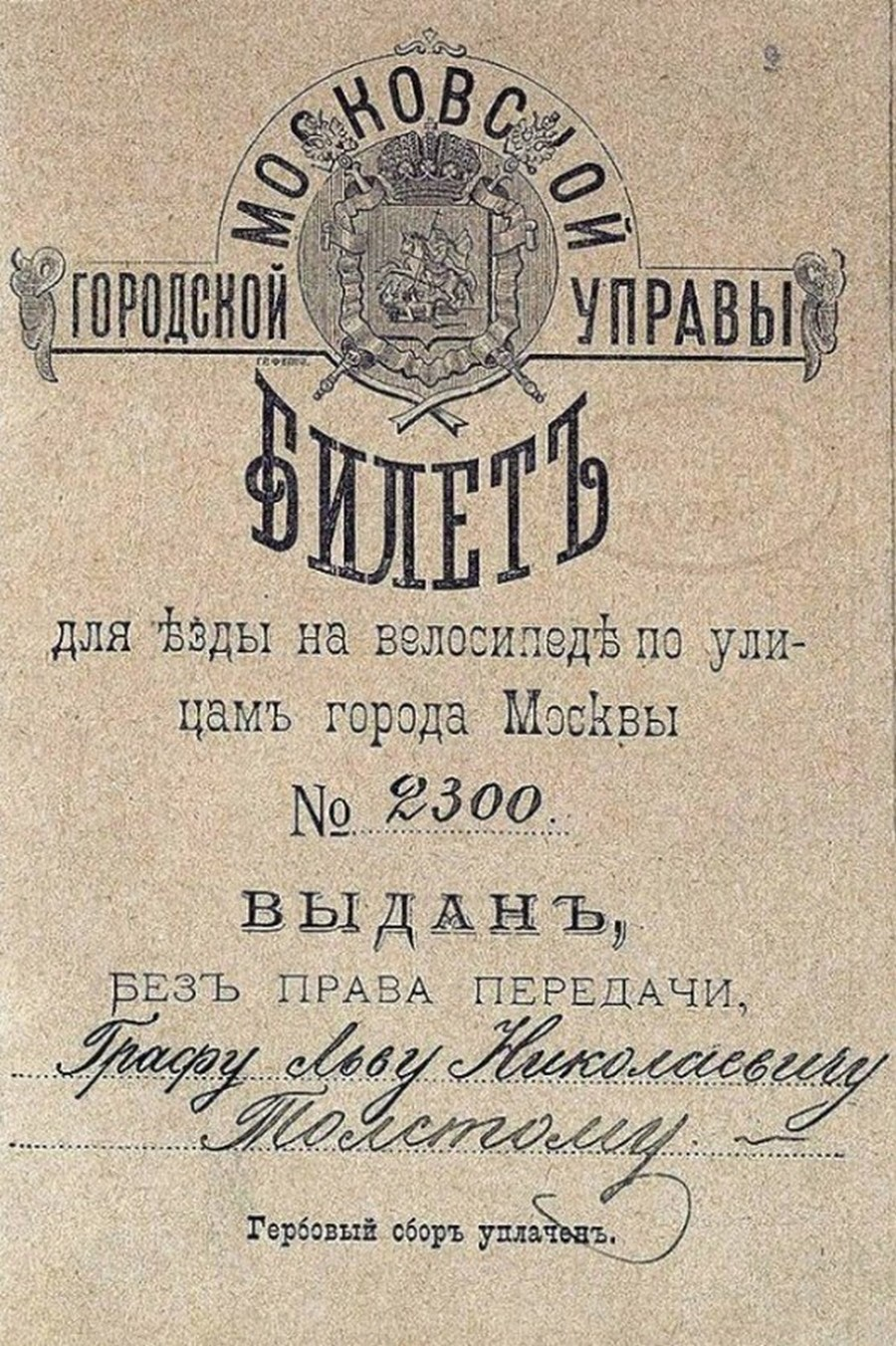
Билет Толстого на право управления велосипедом по улицам Москвы

В феврале 1896 года в журнале «Велосипедист» отмечали, что граф вновь очень уверенно катался в московском манеже около часа, в том числе на прямых участках даже не держась за руль. Кроме того, сообщалось, что Московский клуб велосипедистов вручил писателю билет почётного посетителя и в ближайшее время будет проведено голосование про включение его в свой состав в качестве почётного члена. После избрания Толстой получил удостоверение (не сохранилось) и восьмиконечный жетон в виде звезды (часть фонда московского Музея-усадьбы Толстого). Кроме того, писатель стал обладателем прав (билет № 2300) на управление велосипедом по улицам Москвы, выданных 21 февраля 1896 года. Причём как член Московского клуба велосипедистов он был освобождён от сдачи экзамена («испытания»). Согласно постановлению Московской городской думы, регламентировавшему выдачу билетов на управление велосипедом, каждое такое транспортное средство оборудовалось номерным знаком (позади седла), звонком и фонарём. Велосипеду Толстого вместе с именным билетом (без права передачи) был выдан номерной знак № 867, крепившийся за сиденьем. Постановления Московской городской думы содержали ряд ограничений на езду: по центральным улицам города; в период празднования Пасхи; нахождения в городе Высочайших Особ; предписывались меры от испуга встречных лошадей; нахождения на велосипеде в вызывающей одежде.
3 мая 1896 года Толстой писал, что забросил прежнее увлечение и удивлялся, как он мог так сильно им увлекаться. Это решение с облегчением приняли в семье. Однако это не означало полного отказа. Так, жена Софья Толстая 3 октября сообщала в одном из писем: «Лёвочка здоров, но очень стал худ; он по-старому живёт: утром пишет, потом играет в теннис, сегодня проехался на велосипеде». В июне 1897 года она записала: «Он всё утро сидит у себя и пишет до обеда, до двух часов. После обеда уезжает на велосипеде или верхом».

## Описание
В источниках существуют несколько версий о происхождении экспоната из коллекции Музея-усадьбы в Хамовниках. По распространённой версии, это подарок Толстому от лица Общества любителей велосипедной езды. Переднее колесо велосипеда по высоте несколько больше заднего, из дерева выполнены ручки руля и педали, приводящие в движение заднее колесо посредством цепной передачи. Велосипед снабжён ручным тормозом устаревшей конструкции. Спереди привинчена латунная торговая бирка в форме щита-эмблемы, на которой содержится надпись: «The ROVER J. К. STARLEY & С° LIMITED METEOR CYCLE WORKS WEST ORCHARD COVENTRY». В середине руля находится заводской номер — 97011.
На выставках, где не мог находиться личный велосипед писателя, вместо него показывалась та же модель британской фирмы.